# Marguerite au chat noir
Marguerite au chat noir est un tableau peint par Henri Matisse au début de l'année 1910 à Issy-les-Moulineaux. Cette huile sur toile est le portrait de sa fille Marguerite avec un chat noir sur ses genoux. Exposée à l'Armory Show en 1913 aux États-Unis, elle est conservée au musée national d'Art moderne, à Paris, depuis un don en 2013.